# Jorge Larrea
Jorge Larrea  fue un actor de cine, radio, teatro y televisión argentino.

## Carrera
Jorge Larrea fue un notable actor que se inició en la pantalla grande en la época de oro del cine argentino a fines de la década del '50, secundando a primeras figuras de la escena nacional como Francisco Petrone, Beto Gianola, María Aurelia Bisutti, Emilio Alfaro, Délfor Medina, Inda Ledesma, Duilio Marzio, Cayetano Biondo, María Esther Podestá, Susana Campos, entre otros.
Filmó varias películas con directores de la talla de Fernando Ayala, Simón Feldman  y Raúl Gaynal. 
En televisión integró el ciclo y telenovelas que tuvieron un importante aceptación pública.
En teatro integró la Compañía Cómica del Teatro Nacional Cervantes junto a Maruja Pibernat, Samuel Sanda, Carlos Rosingana, Griselda Rullán, Leonor Lima, Alba Estrella Vidal, Pilar Padín, Amalia Pacheco, Noemí Basualdo Herrero, María Isabel Dux, Mercedes Pibernat, José del Vecchio, Mario M. Roca, Ricardo Quinteros, Enrique Guevara, Luciano Cardier y Eneas Sperandelo. Con esta compañía llevó a cabo obras como Eclipse de sol de Enrique García Velloso, El vuelo de la cigüeña, y Airiños da miña terra de Alberto Novión.

## Filmografía
- 1957: Alta política.
- 1957: Todo sea para bien.
- 1960: Los de la mesa 10.
- 1964: Con gusto a rabia.[3]
- 1974: La zarpa.

## Televisión
- 1958: Teleteatro para la hora del té
- 1961: Telebiografías.
- 1961: Nosotras las mujeres
- 1962: Teleteatro Odol.
- 1964: El amor tiene cara de mujer.
- 1969: Abelardo Pardales.
- 1971/1972: Estación Retiro.
- 1972/1973: Carmiña.
- 1972: Me llaman gorrión.
- 1975: No hace falta quererte.
- 1975: Alta comedia.
- 1979: Andrea Celeste.
- 1979: Propiedad horizontal.
- 1980: Llena de amor.
- 1981: La ciudad de dos hombres.[4]
- 1981: Un latido distinto.

## Teatro
- El gato sobre el tejado de zinc caliente (1953) con la Compañía de Francisco Petrone.
- Sueño de una noche de verano (1963) de William Shakespeare con dirección de Esteban Serrador y Pedro Escudero.[5]
- Espíritu burlón (1966), comedia de Noel Coivard, con María Elina Rúas y Leda Zanda.
- Pacto para una memoria (1968), de Adolfo Casablanca y Carlos Luis Serrano, dirigida por Juan José Bertonasco en el Teatro Presidente Alvear.[6]
- Eclipse de sol
- El vuelo de la cigüeña
- Airiños da miña terra